# هيكتور خافيير هرنانديز
هيكتور خافيير هرنانديز (بالإسبانية: Héctor Javier Hernández)‏ هو سياسي مكسيكي، ولد في 22 ديسمبر 1958 في كويرنافاكا في المكسيك. حزبياً، نشط في حزب العمل الوطني. وقد انتخب عضو مجلس الشيوخ من المكسيك.